# 130 (عدد)
130 أو مائة وثلاثون هو عدد صحيح طبيعي موجب زوجي يلي 129 ويسبق 131.

## فيالرياضيات
- 130 له كتاباتان في صيغة مجموع مربعين : 130 = 3²+11²=7²+9²
- 130 أصغر عدد موجب يمكن أن يكتب في 8 صيغة لمجموع 4 مربعات كامل: 130 = 1² + 1² + 8² + 8² = 1² + 2² + 2² + 11² = 1² + 2² + 5² + 10² = 1² + 4² + 7² + 11² = 2² + 3² + 6² + 9² = 3² + 6² + 6² + 7² = 4² + 4² + 7² + 7² = 4² + 5² + 5² + 8²
- 130 هو العدد الوحيد بعد 1 الذي يمكن كتابته في صيغة مربع قواسمه الأوائل: 12 + 22 + 52 + 102 = 130.
- 130 أكبر عدد من بين 13 عدد آخر لا يمكن كتابته في صيغة مجموع 4 أعداد مثمنة
- 130 عدد سعيد في نظام العد العشري ونظام العد الثنائي و نظام العد الرباعي
- 130 عدد يتككر فيه رقم في نظام العد الثنائي عشر (aa12)
- 130 عدد مناسب. أي أنه لا يمكن كتابته في صيغة ab + bc + ac حيث a>b>c>0 و a و b و c أعداد صحيحة. يوجد فقط 65 عددا صحيحا في مجموعة الأعداد الصحيحة الطبيعية. http://oeis.org/A000926/list
- 130 عدد ناقص (غير زائد أو مثالي). أي أن مجموع قواسمه (بإستثنائه) اصغر من العدد نفسه
- 130 عدد مضلعي, لأنه ب130 حبة حصى أو بأي جسم ما مضلعا غير ممركز ذا 24 ضلعا ترتيبه 4
- 130 عدد قلوب في نظام العد الثلاثي (112113) و نظام العد الرباعي(20024) و نظام العد الثماني (2028)
- 130 عدد سفينيك (بالإنقليزية : sphenic number) لأنه يكتب في شكل جذاء 3 أعداد أولية مختلفة
- 130 هو جذاء الأعداد الأولية الماركوف (بالإنقليزية: markov number) الثلاثة الأولى 2, 5 , 13. يعتبر عدد اولي ما عدد اولي ماركوف إذا كان حل للمسألة {\displaystyle x^{2}+y^{2}+z^{2}=3xyz} حيث x و y و z اعداد صحيحة والعدد الأولي يساوي x.
- 130 هو نصف مجموع الأعداد التي تصطف في كل ارتفاع أفقي أو ارتفاع عمودي أو قطر لـمربع سحري ترتيبه 8
- 130 عدد لا يمكن كتابته في صيغة مجموع 5 مكعبات كاملة.
- 130 يساوي مجموع بعض الأعداد الأولية: 130 = 41+89 = 47+83 = 59+71

## في مجالات أخرى
- 130كم/س هي سرعة السياريات القصوى المسموح بها في فرنسا في الطرق السريعة
- عام 130 ق م و130 م